# Элита
Эли́та (фр. élite — «лучшее; отборное», от лат. eligo — «выбираю»), элитарная группа, элитарный слой, в социологии и политологии — привилегированная, влиятельная, авторитетная, достаточно обособленная совокупность людей, относящаяся к какой-либо из сфер жизни общества, государства, союза государств, или же являющаяся главной — политической; концентрирующаяся вокруг и опирающаяся, как правило, на основную, национальную политическую элиту.
Элита представляет собой устойчивую общность с глубокими связями входящих в неё людей, имеющих общие интересы и доступ к рычагам реальной власти. Всякая элита осуществляет функции управления социумом, а также регламентирует выработку новых моделей (стереотипов) поведения в условиях смены парадигм общественной жизни, что позволяет данному социуму адаптироваться к изменениям в окружающей среде либо в этническом ландшафте. При этом структурно элита может быть открытой для влияния извне (демократия) или же оказаться полностью закрытой от постороннего вмешательства (авторитарное общество).

## О термине
В обществе в отношении трактовки термина «элита» существует неоднозначность. Можно выделить два основных подхода:
- Политический подход оценивает принадлежность к элите по факту обладания реальной властью или влиянием на политические процессы, безотносительно оценок интеллектуальных и/или моральных качеств тех или иных индивидов. Этот подход восходит к основополагающим работам Моски[источник не указан 2924 дня].
- Ценностный или меритократический подход базируется на исходном смысле понятия «элита» (то есть «лучшее»). Подразумевается, что входящие в элиту индивидуумы, обладают более высокими интеллектом, талантом, способностями, компетентностью по сравнению со средними показателями конкретного социума. Этой позиции придерживался Парето[источник не указан 2924 дня].

В настоящее время политический подход к трактовке термина «элита» является преобладающим, поскольку надёжных и проверяемых критериев принадлежности к элите сторонниками ценностного подхода не выработано. Термин «элита» для обозначения групп, обладающих реальной властью, вне зависимости от природы последней или этических оценок поведения властных кругов, применяют современные экономисты и политологи. Группы, обладающие реальной властью или влиянием на принятие политических решений, также зачастую называют себя «элитой».

## Ограничения и классификация
Основные выделяемые виды элит: политическая, экономическая, военная, информационная, административная, научная и идеологическая.
В отличие от правящего класса правящая элита определяется организационными структурами, через которые она достигает своего могущества. Лидеры правящего класса объединяются в ней с высшими служащими. Основное различие определяется тем, что социальный класс представляет собой союз по интересам (доминирование в них материальных основ подчеркивается марксистами — «бытие определяет сознание»), в то время, как существование элит обусловлено нуждами управления, то есть носит существенно информационный характер.
Следует различать формальную и неформальную элиты. Власть и влияние формальной элиты базируется на её положении в соответствующих иерархических структурах, например государственных. Представители неформальной элиты могут и не входить в официальные иерархии, но, тем не менее, оказывать значительное влияние на мировоззрение и поведение значительной части социума. Например, Л. Н. Толстой, несомненно, оказывал огромное влияние на современное ему российское общество, но никаких официальных постов при этом не занимал.
Следует также различать действующие элиты и так называемые контрэлиты, то есть потенциальные элиты, ставящие своей целью осуществление смены, ротации действующих элит и предлагающие себя в этом качестве. В целях подтверждения собственных претензий контрэлиты предлагают социуму либо новые схемы управления, либо новые модели (стереотипы) поведения. А также антиэлиты, то есть ставящие целью свержение действующих элит, но не способные выступать в качестве достойной замены таковых.
Кроме того элиты различаются по сфере деятельности (политическая элита, научная элита, финансовая элита, военная элита…). По характеру формирования можно различать номенклатурную и ситуативную элиту. Состав номенклатурной элиты формируется по принципу, похожему на принцип формирования династий, или путём демонстрации преемниками верности идеалам и принципам существующей элиты. Этот принцип противоречит закону необходимости разнообразия (закону Эшби). Конкуренция идей и решений в таких условиях сводится к минимуму и заключается преимущественно в конкуренции авторитетов их авторов. При этом возникает опасность того, что несостоятельность элиты не может быть выявлена иначе, кроме как утратой социумом своей жизнеспособности. Наиболее продуктивна ситуативная элита, формирующаяся в переломные для общества моменты, когда существовавшая ранее элита утрачивает свой авторитет. Ситуативная элита утверждается на этом фоне, доказывая свою общественную пользу, обосновывая актуальность предлагаемых идей и решений. Исторически сложилось, что ситуативная элита со временем перерождается в номенклатурную.